# Percy Robert Laurie
Sir Percy Robert Laurie, britanski general, * 5. november 1880, Sevenoaks, Kent, Anglija, † 16. februar 1962.